# СССР на Олимпийских играх
Спортсмены СССР участвовали в Олимпийских играх в течение 36-и лет — 1-е выступление было на летних Олимпийских играх 1952 года в Хельсинки (Финляндия), 9-е (последнее) выступление было на летних Олимпийских играх 1988 года в Сеуле (Южная Корея). Советские спортсмены дебютировали на зимних Олимпийских играх 1956 года в Кортина-д’Ампеццо. СССР был одним из лидеров по количеству завоёванных спортсменами медалей. Единственное неучастие – на летних Олимпийских играх 1984 года в Лос-Анджелесе (США) в знак протеста против бойкота американцами московской Олимпиады в июле-августе 1980 года из-за советского вторжения в Афганистан.

## История
Советский Союз, появившийся на политической карте в 1922 году, долгое время не был представлен в мировом олимпийском движении, несмотря на серьёзные достижения советских спортсменов, в том числе на международной арене. Ещё в 1920 году Всевобуч попытался послать первую делегацию на Олимпийские игры в Антверпене, но попытка провалилась. СССР решил участвовать в коммунистическом Красном спортивном интернационале (Спортинтерн, создан в 1921 году в Москве, Россия) как противоположности Социалистическому рабочему спортивному интернационалу (созданному годом ранее, в 1920 году в Люцерне, Швейцария) и «буржуазным» Олимпийским играм. До 1933 года своим членом от России МОК считал князя Льва Урусова, эмигрировавшего из России после революции.
После Второй мировой войны СССР активно включился в мировое спортивное движение. Советские спортсмены успешно участвовали в крупнейших соревнованиях — чемпионатах мира и Европы. В 1946 году членами международных спортивных федераций стали всесоюзные секции по футболу и тяжёлой атлетике. В 1950 году оргкомитет XV Олимпийских игр в Хельсинки прислал в Москву официальное приглашение участвовать в Играх 1952 года, которое было принято. 23 апреля 1951 года был создан Олимпийский комитет СССР. 7 мая 1951 года на 46-й сессии МОК в Вене СССР был принят в члены МОК. Председателем Олимпийского комитета СССР был избран К. Андрианов.
В СССР прошли одни Олимпийские игры — XXII Летняя Олимпиада в Москве в 1980 году, после неудачной заявки на летние Олимпийские игры 1976 года. Ряд соревнований Олимпиады-1980 проводились в Ленинграде, Киеве, Минске, Таллине, Мытищах.

## Члены МОК от СССР
| Член                 | Годы жизни  | Годы в МОК | Должности                                                                        |
| -------------------- | ----------- | ---------- | -------------------------------------------------------------------------------- |
| Константин Андрианов | 1910—1988   | 1951—1988  | Член исполкома (1962—1974), вице-президент МОК (1966—1970)                       |
| Алексей Романов      | 1904—1979   | 1952—1971  |                                                                                  |
| Виталий Смирнов      | род. в 1935 | 1971—2015  | Член исполкома (1974—1982), вице-президент МОК (1978—1984, 1986—1994, 2001—2005) |
| Марат Грамов         | 1927—1998   | 1988—1992  |                                                                                  |

## Участие в Играх
В 1952 году СССР впервые принял участие в летних Олимпийских играх в Хельсинки. Команда СССР в составе 295 спортсменов участвовала во всех видах программы (кроме хоккея на траве) и сразу же заняла 2-е место в общем зачёте Игр по системе, принятой МОК, и по системе НКЗ (с 21.10.2002). Первой олимпийской чемпионкой на летних Играх в легкоатлетических соревнованиях по метанию диска стала Нина Пономарёва-Ромашкова. 20 июля 1952 года она выиграла эти соревнования с олимпийским рекордом 51,42 м.
В 1956 году СССР впервые принял участие в зимних Олимпийских играх в Кортина-д'Ампеццо и занял 1-е место в общем зачёте этих Игр. 28 января 1956 года первой олимпийской чемпионкой на зимних Играх стала Любовь Козырева-Баранова в лыжной гонке на 10 км.
В 1988 году советская делегация впервые приняла участие в Паралимпийских играх в Сеуле. Дебютанты Параолимпиад заняли 12-е место в общем зачёте. 
В течение 41 года существования НОК СССР принял участие в 18 зимних и летних Олимпийских играх и на всех лидировал в общем зачёте, никогда не опускаясь ниже 2-го места. Спортсмены СССР всегда играли ключевую роль в розыгрыше первых мест в таких соревнованиях, как:
- лёгкая атлетика, тяжёлая атлетика, вольная борьба, классическая борьба, спортивная гимнастика, фехтование, гребля на байдарках и каноэ, пулевая стрельба, гандбол, волейбол (на летних играх);
- лыжные гонки, скоростной бег на коньках, фигурное катание, биатлон, хоккей с шайбой (на зимних играх).

## Бойкот
В 1980 году СССР принимал летние Олимпийские игры в Москве. Однако они бойкотировались властями большинства ведущих западных стран, включая США, ФРГ и Японию, и спортсменам этих стран пришлось пропустить их. Команда СССР первенствовала в общем медальном зачёте, выиграв максимальное за свою историю количество золотых медалей — 80.
В 1984 году, в свою очередь, советским спортсменам пришлось пропустить Игры в Лос-Анджелесе ввиду бойкота этих игр большинством стран соцлагеря. Ведущие советские спортсмены, такие как Владимир Сальников, Юрий Седых, Татьяна Казанкина, Владимир Артёмов, будучи лидерами в своих видах, не смогли отстоять свои титулы в непосредственном соперничестве. Для многих стран социалистического блока летние Олимпийские игры были заменены соревнованиями Дружба-84.

## Распад СССР
Олимпийский комитет СССР прекратил существование 12 марта 1992 года вслед за распадом СССР в декабре 1991 года. В 1992 году бывшие советские спортсмены участвовали в летней Олимпиаде-1992 в Барселоне и зимней Олимпиаде-1992 в Альбервиле как объединённая команда стран СНГ под олимпийским флагом.

## Полный список обладателей 3 и более золотых олимпийских наград в истории спорта СССР
Сюда включены только те, кто завоевал как минимум 3 золотые медали именно во времена СССР. 
Есть ещё целый ряд спортсменов, которые начинали свои олимпийские выступления во времена СССР до 1991 года, но позднее выигрывали золото уже под другими флагами. 
Из 44 спортсменов 31 представляет летние виды спорта, а 13 — зимние. Больше всего гимнастов — 13 человек.
| №   | Спортсмен                | Вид спорта                  | Олимпиады | Золото | Серебро | Бронза | Всего |
| --- | ------------------------ | --------------------------- | --------- | ------ | ------- | ------ | ----- |
| 1   | Лариса Латынина          | Спортивная гимнастика       | 1956—1964 | 9      | 5       | 4      | 18    |
| 2   | Николай Андрианов        | Спортивная гимнастика       | 1972—1980 | 7      | 5       | 3      | 15    |
| 3   | Борис Шахлин             | Спортивная гимнастика       | 1956—1964 | 7      | 4       | 2      | 13    |
| 4   | Виктор Чукарин           | Спортивная гимнастика       | 1952—1956 | 7      | 3       | 1      | 11    |
| 5   | Лидия Скобликова         | Конькобежный спорт          | 1960—1964 | 6      | 0       | 0      | 6     |
| 6   | Полина Астахова          | Спортивная гимнастика       | 1956—1964 | 5      | 2       | 3      | 10    |
| 7   | Нелли Ким                | Спортивная гимнастика       | 1976—1980 | 5      | 1       | 0      | 6     |
| 8   | Раиса Сметанина          | Лыжные гонки                | 1976—1992 | 4      | 5       | 1      | 10    |
| 9   | Людмила Турищева         | Спортивная гимнастика       | 1968—1976 | 4      | 3       | 2      | 9     |
| 10  | Галина Кулакова          | Лыжные гонки                | 1972—1980 | 4      | 2       | 2      | 8     |
| 11  | Ольга Корбут             | Спортивная гимнастика       | 1972—1976 | 4      | 2       | 0      | 6     |
| 12= | Елена Новикова-Белова    | Фехтование                  | 1968—1976 | 4      | 1       | 1      | 6     |
| 12= | Виктор Сидяк             | Фехтование                  | 1968—1980 | 4      | 1       | 1      | 6     |
| 14= | Владимир Артёмов         | Спортивная гимнастика       | 1988      | 4      | 1       | 0      | 5     |
| 14= | Евгений Гришин           | Конькобежный спорт          | 1956—1964 | 4      | 1       | 0      | 5     |
| 14= | Валентин Муратов         | Спортивная гимнастика       | 1952—1956 | 4      | 1       | 0      | 5     |
| 14= | Александр Тихонов        | Биатлон                     | 1968—1980 | 4      | 1       | 0      | 5     |
| 14= | Николай Зимятов          | Лыжные гонки                | 1980—1984 | 4      | 1       | 0      | 5     |
| 19= | Виктор Кровопусков       | Фехтование                  | 1976—1980 | 4      | 0       | 0      | 4     |
| 19= | Владимир Сальников       | Плавание                    | 1980—1988 | 4      | 0       | 0      | 4     |
| 21  | Александр Дитятин        | Спортивная гимнастика       | 1976—1980 | 3      | 6       | 1      | 10    |
| 22  | Владимир Назлымов        | Фехтование                  | 1968—1980 | 3      | 2       | 1      | 6     |
| 23  | Галина Горохова          | Фехтование                  | 1960—1972 | 3      | 1       | 1      | 5     |
| 24= | Альберт Азарян           | Спортивная гимнастика       | 1956—1960 | 3      | 1       | 0      | 4     |
| 24= | Валентин Манкин          | Парусный спорт              | 1968—1980 | 3      | 1       | 0      | 4     |
| 24= | Тамара Пресс             | Лёгкая атлетика             | 1960—1964 | 3      | 1       | 0      | 4     |
| 24= | Виктор Санеев            | Лёгкая атлетика             | 1968—1980 | 3      | 1       | 0      | 4     |
| 24= | Владислав Третьяк        | Хоккей с шайбой             | 1972—1984 | 3      | 1       | 0      | 4     |
| 29= | Дмитрий Билозерчев       | Спортивная гимнастика       | 1988      | 3      | 0       | 1      | 4     |
| 29= | Людмила Хведосюк-Пинаева | Гребля на байдарках и каноэ | 1964—1972 | 3      | 0       | 1      | 4     |
| 31= | Клавдия Боярских         | Лыжные гонки                | 1964      | 3      | 0       | 0      | 3     |
| 31= | Виталий Давыдов          | Хоккей с шайбой             | 1964—1972 | 3      | 0       | 0      | 3     |
| 31= | Анатолий Фирсов          | Хоккей с шайбой             | 1964—1972 | 3      | 0       | 0      | 3     |
| 31= | Виктор Жданович          | Фехтование                  | 1960—1964 | 3      | 0       | 0      | 3     |
| 31= | Александра Забелина      | Фехтование                  | 1960—1972 | 3      | 0       | 0      | 3     |
| 31= | Вячеслав Иванов          | Академическая гребля        | 1956—1964 | 3      | 0       | 0      | 3     |
| 31= | Татьяна Казанкина        | Лёгкая атлетика             | 1976—1980 | 3      | 0       | 0      | 3     |
| 31= | Виктор Кузькин           | Хоккей с шайбой             | 1964—1972 | 3      | 0       | 0      | 3     |
| 31= | Александр Медведь        | Вольная борьба              | 1964—1972 | 3      | 0       | 0      | 3     |
| 31= | Владимир Морозов         | Гребля на байдарках и каноэ | 1964—1972 | 3      | 0       | 0      | 3     |
| 31= | Владимир Парфенович      | Гребля на байдарках и каноэ | 1980      | 3      | 0       | 0      | 3     |
| 31= | Александр Рагулин        | Хоккей с шайбой             | 1964—1972 | 3      | 0       | 0      | 3     |
| 31= | Ирина Роднина            | Фигурное катание            | 1972—1980 | 3      | 0       | 0      | 3     |
| 31= | Сергей Чухрай            | Гребля на байдарках и каноэ | 1976—1980 | 3      | 0       | 0      | 3     |

## Система расчёта
В СССР была принята особая система расчёта места, занятого командой, — так называемый неофициальный командный зачёт (НКЗ). При этом за каждое место от 1-го по 6-е, завоёванное спортсменами, начислялось определённое количество очков: за 1-е место — 7 очков, 2-е — 5, 3-е — 4, 4-е — 3, 5-е — 2, 6-е — 1. Эта система была принята также и некоторыми другими странами. В противоположность этой существует общепринятая система расчёта места, занятого командой, которая учитывает только медали.

## Результаты
Спортсмены СССР завоевали 2-е после США самое большое количество медалей за всю историю Олимпийских игр — в общей сложности 1204, в том числе 473 золотых. При этом СССР занимает 2-е место по количеству золотых, серебряных и бронзовых наград как в сумме по итогам всех летних и зимних Игр, так и отдельно по итогам летних Игр и зимних Игр (хотя Норвегия превзошла общий зимний показатель за годы после распада СССР). Конкурируя с Соединёнными Штатами в летних Играх и с Норвегией, а затем с ГДР в зимних, во второй половине XX века СССР намного чаще, чем какая-либо другая страна, становился медальным рекордсменом и на летних (шесть раз из девяти Игр), и на зимних (семь раз из девяти Игр) Играх.
| Игры              | Участников           | Золото               | Серебро              | Бронза               | Всего                | Место                |
| 1952 Хельсинки    | 295                  | 22                   | 30                   | 19                   | 71                   | 2                    |
| 1956 Мельбурн     | 283                  | 37                   | 29                   | 32                   | 98                   | 1                    |
| 1960 Рим          | 284                  | 43                   | 29                   | 31                   | 103                  | 1                    |
| 1964 Токио        | 319                  | 30                   | 31                   | 35                   | 96                   | 2                    |
| 1968 Мехико       | 313                  | 29                   | 32                   | 30                   | 91                   | 2                    |
| 1972 Мюнхен       | 373                  | 50                   | 27                   | 22                   | 99                   | 1                    |
| 1976 Монреаль     | 410                  | 49                   | 41                   | 35                   | 125                  | 1                    |
| 1980 Москва       | 489                  | 80                   | 69                   | 46                   | 195                  | 1                    |
| 1984 Лос-Анджелес | не принимали участие | не принимали участие | не принимали участие | не принимали участие | не принимали участие | не принимали участие |
| 1988 Сеул         | 481                  | 55                   | 31                   | 46                   | 132                  | 1                    |
| Всего             | Всего                | 395                  | 319                  | 296                  | 1010                 | 2                    |

| Игры                   | Участников | Золото | Серебро | Бронза | Всего | Место |
| 1956 Кортина-д’Ампеццо | 55         | 7      | 3       | 6      | 16    | 1     |
| 1960 Скво-Вэлли        | 62         | 7      | 5       | 9      | 21    | 1     |
| 1964 Инсбрук           | 69         | 11     | 8       | 6      | 25    | 1     |
| 1968 Гренобль          | 74         | 5      | 5       | 3      | 13    | 2     |
| 1972 Саппоро           | 78         | 8      | 5       | 3      | 16    | 1     |
| 1976 Инсбрук           | 79         | 13     | 6       | 8      | 27    | 1     |
| 1980 Лейк-Плэсид       | 86         | 10     | 6       | 6      | 22    | 1     |
| 1984 Сараево           | 99         | 6      | 10      | 9      | 25    | 2     |
| 1988 Калгари           | 101        | 11     | 9       | 9      | 29    | 1     |
| Всего                  | Всего      | 78     | 57      | 59     | 194   | 4     |

| Спорт                       | Золото | Серебро | Бронза | Всего |
| --------------------------- | ------ | ------- | ------ | ----- |
| Спортивная гимнастика       | 72     | 67      | 43     | 182   |
| Лёгкая атлетика             | 64     | 55      | 74     | 193   |
| Борьба                      | 62     | 31      | 23     | 116   |
| Тяжёлая атлетика            | 39     | 21      | 2      | 62    |
| Гребля на байдарках и каноэ | 29     | 13      | 9      | 51    |
| Фехтование                  | 18     | 15      | 16     | 49    |
| Стрельба                    | 17     | 15      | 17     | 49    |
| Бокс                        | 14     | 19      | 18     | 51    |
| Плавание                    | 13     | 21      | 26     | 60    |
| Академическая гребля        | 12     | 20      | 10     | 42    |
| Велоспорт                   | 11     | 4       | 8      | 23    |
| Волейбол                    | 7      | 4       | 1      | 12    |
| Конный спорт                | 6      | 5       | 4      | 15    |
| Дзюдо                       | 5      | 5       | 13     | 23    |
| Современное пятиборье       | 4      | 5       | 5      | 14    |
| Парусный спорт              | 4      | 5       | 3      | 12    |
| Баскетбол                   | 4      | 4       | 4      | 12    |
| Гандбол                     | 4      | 1       | 1      | 6     |
| Прыжки в воду               | 4      | 4       | 6      | 14    |
| Водное поло                 | 2      | 2       | 3      | 7     |
| Футбол                      | 2      | 0       | 3      | 5     |
| Стрельба из лука            | 1      | 3       | 3      | 7     |
| Хоккей на траве             | 0      | 0       | 2      | 2     |
| Всего                       | 395    | 319     | 296    | 1010  |

| Спорт              | Золото | Серебро | Бронза | Всего |
| ------------------ | ------ | ------- | ------ | ----- |
| Лыжные гонки       | 25     | 22      | 21     | 68    |
| Конькобежный спорт | 24     | 17      | 19     | 60    |
| Фигурное катание   | 10     | 9       | 5      | 24    |
| Биатлон            | 9      | 5       | 5      | 19    |
| Хоккей с шайбой    | 7      | 1       | 1      | 9     |
| Санный спорт       | 1      | 2       | 3      | 6     |
| Бобслей            | 1      | 0       | 2      | 3     |
| Прыжки с трамплина | 1      | 0       | 0      | 1     |
| Лыжное двоеборье   | 0      | 1       | 2      | 3     |
| Горнолыжный спорт  | 0      | 0       | 1      | 1     |
| Всего              | 78     | 57      | 59     | 194   |

## Знаменосцы на церемониях открытия[6]

### Летние Олимпийские игры
| Год и место проведения ОИ | Имя и фамилия спортсмена | Вид спорта           | Как выступил |
| ------------------------- | ------------------------ | -------------------- | ------------ |
| 1952 Хельсинки            | Яков Куценко             | Тяжёлая атлетика     | Не выступал  |
| 1956 Мельбурн             | Алексей Медведев         | Тяжёлая атлетика     | Не выступал  |
| 1960 Рим                  | Юрий Власов              | Тяжёлая атлетика     | Золото       |
| 1964 Токио                | Леонид Жаботинский       | Тяжёлая атлетика     | Золото       |
| 1968 Мехико               | Леонид Жаботинский       | Тяжёлая атлетика     | Золото       |
| 1972 Мюнхен               | Александр Медведь        | Вольная борьба       | Золото       |
| 1976 Монреаль             | Николай Балбошин         | Греко-римская борьба | Золото       |
| 1980 Москва               | Николай Балбошин         | Греко-римская борьба | Не выступал  |
| 1988 Сеул                 | Александр Карелин        | Греко-римская борьба | Золото       |

### Зимние Олимпийские игры
| Год и место проведения ОИ | Имя и фамилия спортсмена | Вид спорта         | Как выступил |
| ------------------------- | ------------------------ | ------------------ | ------------ |
| 1956 Кортина-д’Ампеццо    | Олег Гончаренко          | Конькобежный спорт | 2 бронзы     |
| 1960 Скво-Вэлли           | Николай Сологубов        | Хоккей             | Бронза       |
| 1964 Инсбрук              | Евгений Гришин           | Конькобежный спорт | Серебро      |
| 1968 Гренобль             | Виктор Маматов           | Биатлон            | Золото       |
| 1972 Саппоро              | Вячеслав Веденин         | Лыжный спорт       | 2 золота     |
| 1976 Инсбрук              | Владислав Третьяк        | Хоккей             | Золото       |
| 1980 Лейк-Плэсид          | Александр Тихонов        | Биатлон            | Золото       |
| 1984 Сараево              | Владислав Третьяк        | Хоккей             | Золото       |
| 1988 Калгари              | Андрей Букин             | Фигурное катание   | Золото       |